# Championnats d'Europe de natation artistique 2025
Navigation
Jeux européens de 2023 Jeux européens de 2027
Les Championnats d'Europe de natation artistique 2025 se déroulent du 2 au 5 juin 2025 à la piscine olympique de Funchal à Madère. Ce championnat ne fait pas partie d'un championnat de natation avec toutes les autres disciplines et c'est la première édition d'un championnat uniquement dédiée à la discipline.
La coupe COMEN (COnfédération MEditerranéenne de Natation) est organisée en parallèle pour les nageurs (respectivement nageuses) né entre 2009 et 2012 (respectivement entre 2010 et 2012).

## Podiums
| Épreuves           | Or | Or           | Argent | Argent       | Bronze | Bronze       |
| Solo               | Solo | Solo         | Solo | Solo         | Solo | Solo         |
| ------------------ | --- | ------------ | --- | ------------ | --- | ------------ |
| Technique femmes   | Vasiliki Alexandri (AUT) | 257.2400 pts | Iris Tió (ESP) | 249.0917 pts | Klara Bleyer (GER) | 246.9650 pts |
| Libre femmes       | Klara Bleyer (GER) | 219,8363 pts | Enrica Piccoli (ITA) | 212,9451 pts | Iris Tió (ESP) | 208,9075 pts |
| Technique hommes   | Ranjuo Tomblin (GBR) | 234.4225 pts | Filippo Pelati (ITA) | 232.6259 pts | Dennis González (ESP) | 213.6642 pts |
| Libre hommes       | Jordi Cáceres (ESP) | 188,9500 pts | Filippo Pelati (ITA) | 187,1288 pts | Ranjuo Tomblin (GBR) | 173,3837 pts |
| Duo                | |              | |              | |              |
| Technique femmes   | Autriche- Anna-Maria Alexandri - Eirini-Marina Alexandri                                                                                                  | 301,8800 pts | Espagne- Lilou Lluís - Meritxell Ferré | 282,1017 pts | France- Anastasiya Bayandina - Romane Lunel | 278,0242 pts |
| Libre femmes       | Italie- Enrica Piccoli - Lucrezia Ruggiero | 250,6683 pts | Espagne- Lilou Lluís - Iris Tió | 248,3325 pts | Allemagne- Klara Bleyer - Amelie Blumenthal Haz                                                                                                 | 237,0950 pts |
| Technique mixte    | Espagne- Dennis González - Mireia Hernández | 216,1967 pts | Royaume-Uni- Isabelle Thorpe - Ranjuo Tomblin | 214,9441 pts | Italie- Filippo Pelati - Lucrezia Ruggiero | 205,9059 pts |
| Libre mixte        | Espagne- Dennis González - Iris Tió | 290,4242 pts | Italie- Filippo Pelati - Lucrezia Ruggiero | 288,8300 pts | Royaume-Uni- Holly Hughes - Ranjuo Tomblin | 283,0990 pts |
| Par équipes (open) | |              | |              | |              |
| Technique          | Espagne- Cristina Arámbula - Meritxell Ferré - Marina García - Lilou Lluís - Alisa Ozhogina - Paula Ramírez - Sara Saldaña - Iris Tió                     | 290.3810     | Ukraine- Oleksandra Goretska - Mariia Hrynishyna - Uliana Hrynishyna - Alisa Kulyk - Yelyzaveta Lymar - Daria Moshynska - Daria Prynko - Anastasiia Shmonina | 266.2233     | France- Angéline Bertinelli - Jeanne Clair - Ambre Esnault - Héloïse Guillot - Claudia Janvier - Romane Lunel - Romane Temessek - Lou Thuillier | 265.7233     |
| Libre              | Espagne- Cristina Arámbula - Meritxell Ferré - Marina García - Dennis González - Alisa Ozhogina - Paula Ramírez - Sara Saldaña - Iris Tió                 | 320,1147 pts | Italie- Valentina Bisi - Beatrice Esegio - Marta Iacoacci - Alessia Macchi - Sofia Mastroianni - Susanna Pedotti - Sophie Tabbiani - Giulia Vernice          | 277,7194 pts | Israël- Yoguev Dagan - Catherine Kunin - Alexandra Lerman - Noga Levy - Lior Makmel - Aya Mazor - Shaya Sar Shalom Nechmad - Yaara Sharabi      | 223,7710 pts |
| Acrobatique        | Italie- Beatrice Andina - Marta Iacoacci - Alessia Macchi - Giorgia Lucia Macino - Sofia Mastroianni - Susanna Pedotti - Sophie Tabbiani - Giulia Vernice | 208.4609     | Ukraine- Ivanna Burba - Olexandra Goretska - Uliana Hrynishyna - Alisa Kulyk - Yelyzaveta Lymar - Daria Moshynska - Anastasiya Shmonina - Mariya Zdorovtsova | 202.7965     | Espagne- Cristina Arámbula - Meritxell Ferré - Marina García - Dennis González - Lilou Lluís - Meritxell Mas - Paula Ramírez - Sara Saldaña     | 202.6892     |

## Tableau des médailles
| Rang  | Nation          | Or | Argent | Bronze | Total |
| ----- | --------------- | -- | ------ | ------ | ----- |
| 1     | Espagne         | 5  | 3      | 3      | 11    |
| 2     | Italie          | 2  | 5      | 1      | 8     |
| 3     | Autriche        | 2  | 0      | 0      | 2     |
| 4     | Grande-Bretagne | 1  | 1      | 2      | 4     |
| 5     | Allemagne       | 1  | 0      | 2      | 3     |
| 6     | Ukraine         | 0  | 2      | 0      | 2     |
| 7     | France          | 0  | 0      | 2      | 2     |
| 8     | Israël          | 0  | 0      | 1      | 1     |
| Total | Total           | 11 | 11     | 11     | 33    |